# Hypena buruensis
Hypena buruensis là một loài bướm đêm trong họ Erebidae.